# آندره‌آ لوکزی
آندره‌آ لوکِزی (به ایتالیایی: Andrea Luchesi یا Andrea Lucchesi) (زادهٔ ۲۳ مهٔ ۱۷۴۱ - درگذشتهٔ ۲۱ مارس ۱۸۰۱) آهنگساز ایتالیایی بود. او آثار فراوانی در قالب‌های مختلف، ازجمله اپرا، سمفونی، سونات، رکوئیم، اوراتوریو، مَس، سرناد، کانتات، و کنسرتو، تصنیف کرد.
لوکِزی در موتا دی لیونتزا به دنیا آمد. فرزند یازدهم پیِترو لوکِزه (Pietro Luchese) و کاتِرینا گُتاردی (Caterina Gottardi) بود. او در ۵۹سالگی در بن، آلمان امروزی، درگذشت.